# Трипл Ејч
Пол Мајкл Левек (енгл. Paul Michael Levesque; Нашуа, 27. јул 1969) познатији као Трипл Ејч (енгл. Triple H скраћено од "Hunter Hearst Helmsley") је амерички професионални рвач, глумац, бизнисмен и бивши бодибилдер. Као члан породице Макман обавља функцију оперативног директора у компанији World Wrestling Entertainment. Трипл Ејч је био девет пута WWE шампион, пет пута World Heavyweight шампион, три пута тимски шампион као и победник Royal Rumble меча (2002, 2016) и King of the Ring такмичења (1997).

## Биографија
Трипл Ејч рођен је 27.јула 1969. године у граду Нашуа у савезној америчкој држави Њу Хемпшир. Гледао је рвање први пут када је имао пет година. Почео је да се интересује за бодибилдинг у доби од 14 година, јер је желео да изгледа као професионални рвачи. Након завршетка средње школе 1987. учествовао је у неколико бодибилдинг такмичења. Проглашен је за тинејџерској мистер Њу Хемпшир 1988.

## Каријера у професионалном рвању

### Рана каријера (1992—1994)
Трипл Ејч-а је тренирао Килер Ковалски (енгл. Killer Kowalski) у његовој школи у граду Молден. Под именом Тера Рајзинг (енгл. Terra Ryzing) професионални деби Трипл Ејч је имао 24. марта 1992. године у Међународној федерације рвања (енгл. International Wrestling Federation). У јулу 1992. године, Левеk је освојио IWF шампионат.(International Wrestling Federation Heavyweight Championship). Трипл Ејч се борио у разним промоцијама Источне обале САД до 1994.

### World Championship Wrestling (1994–1995)
Почетком 1994. године Левек је потписао једногодишњи уговор са организацијом WCW (World Championship Wrestling). У свом првом телевизијском мечу, Левек је дебитовао као негативац са именом Терор Рајзин', победивши Кејт Кол-а (енгл. Keith Cole).Његово име је убрзо модификовано у "Тера Рајзинг" (енгл. Terra Ryzing), које је користио све до средине 1994. године, када је преименован у Жан-Пол Левек (фр. Jean-Paul Lévesque). Са новим именом је користио и француски акценат, тврдећи да је француског порекла. У том периоду, почео је да користи свој завршни маневар, педигре.(енгл. Pedigree).
Крајем 1994. и почетком 1995. године, удружили су се Левек и Стивен Ригал (енгл. Steven Regal), који је имао лик више класе британске персоне. Тим је био кратког века, јер је Левек напустио компанију јер је WCW одбио његов захтев да буде промовисан као јединствени такмичар.

### World Wrestling Federation/World Wrestling Entertainment (1995-данас)

#### Connecticut Blueblood (1995–1997)
У модификованој верзији његовог WCW лика, Левек је започео своју каријеру у WWF (World Wrestling Federation) као "Конектикат Плавокрвни" (енгл. Connecticut Blueblood).ЈЈ Диллион (енгл. JJ Dillion) првобитно му је дао име "Reginald DuPont Helmsley", али Левек је тражио име мешањем првих слова. Управа је на крају прихватила његов предлог "Хунтер Хеарст Хелмсли" (енгл. Hunter Hearst Helmsley. Појављивао се у снимљених вињетама, у којем је говорио о томе како се пристојно треба понашати, све до његовог дебија у рвању 30. априла 1995. године у емисији "Рвачки изазов" (енгл. Wrestling chalenge).
Иако је веома унапређен у првих неколико месеци након његовог дебија, његова каријера је у застоју, у току 1996. године, са почетком непријатељства са Дук Дрос-ом (енгл. Duke Droese) што је кулминирало након што је Трипл Ејч изгубио на Ројал Рамбл мечу. Трипл Ејч је био члан групације Клик (енгл. The Kliq) у којој су били и Шон Мајклс (енгл. Shawn Michaels), Кевин Неш (енгл. Kevin Nash), Шон Волтман (енгл. Sean Waltman) и Скот Хал (енгл. Scott Hall). Курт Хенинг (енгл. Curt Hennig) је постао менаџер трипл Ејч-а и он је освојио прву интерконтиненталну титулу 21. октобра 1996 победивши Марк Меро-а. Након тога Трипл Ејч је окренуо леђа свом менаџеру због чега је овај напустио компанију. Трипл Ејч је био шампион четири месеца након чега је изгубио од Рок-а. Трипл Ејч је у сценарију имао свог телохранитеља. Након што је изгубио интерконтиненталну титулу његов чувар био је Куртис Хјуџес (енгл. Curtis Hughes). Трипч Ејч је у то време имао свађу са Голдастом и победио га на ВреслМанији 13. У току тог непријатељства Чајна (енгл. Chyna) је дебитовала као нови чувар Трипл Ејч-а.

#### D-Generation X (1997–1999)
Трипл ејч се поново истакао 1997 победивши у такмичењу Краљ ринга (енгл. King of the Ring). Касније тек године Шон Мајклс, Трипл Ејч, Чајна и Рик Руд формирали су групу под именом Дегенерација икс (енгл. D-Generation X (DX)). Ова групација померала је границе и рукама алудирајући на препоне
користећи слоган "Suck it", исмејавајући Брет Харта и Канаду. Трипл Ејч је одбацио стил сноба и плавокрвност и почео да облачи кожне јакну и панталоне. У том перидоу своје дотадашње име "Hunter Hearst Helmsley" скратио је на троструко Х (Х се спелује као Ејч у енглеском језику) односно Трипл Ејч.
Чак и након свађе против Харт Фондације, Трипл Ејч је наставио свађу са јединим преосталим чланом породице Харт, Овен Харт-ом. То се завршило у мечу између ово двоје на ВреслМанији 14, уз услов да Чајна мора бити везана лисицама. Трипл Ејч је победио након што се Чајна умешала у меч.
Након тога у ДХ су се прикључили чланови групе "New Age Outlaw" и Шон Валтман.
Након ВреслеМаније, Мајјлс је био приморан на привремени одлазак у пензију због повреде леђа коју је задобио на Ројал Рамбл мечу. Трипл Ејч тада преузима лидерску позицију у ДХ.
На ВреслМанији 15, Трипл Ејч-а је поразио Кејн. Касније те ноћи, он је издао свој дугогодишњег пријатеља Шон Валтман-а помажући Шејн Макман-у да задржи титулу европског шампиона и придружио се групацији Корпорејшн (енгл. The Corporation). У априлу, он је почео да се удаљава од свог ДX изгледа, носио је другачију одећу и краћу косу. Трипл Ејч је покушавао да освоји ВВФ титулу. После бројних неуспешних покушаја освајања шампионата, Трипл Ејч и Менкајнд (енгл. Mankind) су изазвали ВВФ шампиона Стив Остин-а на меч на СамерСлам, са специјалним гостом судијом. Менкајнд је добио утакмицу, победивши Остина. Следеће ноћи, Трипл Ејч је победио и освојио своју прву ВВФ титулу.
Трипл Ејч потом наставио своју свађу са Винс Макман-ом тако што је оженио његову ћерку, Стефани Макман. Он је тада победио Макман-а на Армагедон такмичењу. Као резултат крвне освете, Трипл Ејч и Стефани Макман су имали контролу над компанијом следећих седамнаест месеци. Заједно су познати као "Макман-Хелмсли фракција".

#### McMahon–Helmsley(2000–2001)
Јануара 2000. године, Трипл ејч је себе назвао "Игра" (енгл. The Game) , што имплицира да је он био на врху света рвања и добио надимак "церебрални убица од стране легендарног коментатора "Џим Рос-а. 3. јануара у епизоди "Raw is War", Трипл Ејч је победио Биг Шоу-а и освојио његов трећи ВВФ шампионат.
Трипл Ејч и Мик Фоли (Менкајнд) су имали свађу почетком 2000. Обојица су се борили на Ројал Рамбл такмичењу у уличној тучи за ВВФ титулу, коју је Трипл Ејч освојио после израде два педигреа над Менкајнд-ом. Сукоб се завршио на "No way out" такмичењу у мечу у кавезу, такозвани "пакао у ћелији" (енгл. Hell in a Cell), где Трипл Ејч задржао титулу и принудио Фолија да оде у пензију. Трипл Ејч је победио Рок-а на ВреслМанији 16 и задржао титулу, али је изгубио на такмичењу "Backlash".
Титулу је вратио три недеље касније, у мечу "Челични Човек" (енгл. Iron Man) на такмичењу "Судњи дан" (енгл. Judgment Day), само да би је опет изгубио на такмичењу "Краљ Ринга".
Трипл Ејч је затим ушао у завади са Крис Џериком, која је кулминирала у мечу "Задњи човек стоји"(енгл. Last Man Standing) меч на такмичењу "Fully Loaded". Након тога, Трипл Ејч је ушао у завади са Курт Англе, у почетку преко ВВФ титуле, али онда као љубавни троугао између њега самог, Курт Англа и Стефани Макман. Ово непријатељство кулминирало је на такмичењу "Unforgiven" где је Трипл Ејч победио након "ниског ударца" од стране Стефани Макман и завршног потеза "педигре".
Трипл Ејч је затим ушао у свађу са Андертејкер-ом од кога је изгубио на ВреслМанији 17.. Сутрадан Трипл Ејч и Стив Остин су формирали тим "The Two-Man Power Trip" удружујући се против Рок-а. Након тога Трипл Ејч је победио Крис Џерика и освојио своју трећу интерконтиненталну тиулу. 
Трипл Ејч је постао тимски шампион први пут на такмичењу "Backlash" када су он и Остин поразили Кејн-а и Андертејкера. С обзиром да је Трипл Ејч био Интерконтинентални првак, победа га је учинила двоструким шампионом.
Током маја 2001. Трипл Ејч је доживео опасне повреде. У главном догађају у ноћи, он и Остин су бранили тимске титуле против Крис Џерика и Крис Беноа. У једном тренутку, Трипл Ејч је повредио мишић, изазивајући га да потпуно отпадне са кости. Упркос његовој неспособности да се ослони на нози, Трипл Ејч је успео да заврши меч. Нози је била потребна хитна операција. Ова повреда допринела је наглом крају Макман-Хелмсли ере, као процес рехабилитације Трипл Ејч је био ван акције више од осам месеци.

#### World Heavyweight Champion (2002)
Трипл Ејч се вратио у издању емисије "Raw" одржане 7.јануара 2002. године у Медисон сквер гарден дворани. Он је победио Ројал Рамбл и добио меч на ВреслМанији 18 за "Undisputed World Wrestling Federation" титулу где је поражен Крис Џерико. Трипл Ејч је држао титулу месец дана да би је на "Backlash" такмичењу освојио Хулк Хоган.
Трипл Ејч је тада пребачен на "SmackDown!" ростеру где је наставио непријатељство са Крис Џериком, што је кулминирало на такмичењу "Judgment Day" где је Трипл Ејч победио Џерика. Трипле Ејч је неуспешно покушавао да поврати титулу, он је изгубио од Андертејкера на такмичењу "Краљ ринга" 2002.
У међувремену, Шон Мајклс се вратио у компанији ВВЕ и придружио групи "Нови светски поредак" (енгл. New World Order) (НВО). Мајклс и Кевин Неш су планирали да доведу Трипл Ејча из "SmackDown" у "Raw" како би га ставили у групу. Винс Макман је међутим распустио НВО након неколико компликација у бекстејџу. На место генералног менаџера доведен је Ерик Бишоф (енгл. Eric Bischoff). Једна од првих његових намерама је да се Трипл Ејч врати у "Raw" ростеру. Трипл Ејч је отишао у "Raw" 22.јула где је трабло да буде поновно окупљање фрупације Дегенерација Икс са Шон Мајклс-ом, али Трипл Ејч се окренуо против свог пријатеља и извео педигре над њим. Следеће недеље, Трипл Ејч је напао Мајклс-а и разбио му лице у прозор аутомобила да докаже да је Мајклс био слабији од њега. Ови догађаји довели до почетка ривалства између бивших партнера.
Септембра 2002. године, постојао је један заједнички шампион за Raw и SmackDown, ВВЕ неоспорни шампион. Након СамерСлам-а, Брок Леснар (енгл. Brock Lesnar) постао је заштитно лице SmackDown, остављајући Raw без светског шампиона. Raw генерални менаџер Ерик Бишоф дао је Трипл Ејч-у велики златни појас (који је коришћен за НВА светског шампиона) чиме је постао први светски шампион у тешкој категорији .
Трипл Ејч је касније изгубио титулу од Шон Мајклса у првом мечу на "Elimination Chamber" на такмичењу "Survivor Series".

#### Evolution (2003–2005)
У јануару 2003. године Трипл Ејч је формирао групацију под именом "Еволуција" (енгл. Evolution). Чланови групе били су Рик Флер (енгл. Ric Flair),Ренди Ортон (енгл. Randy Orton),Батиста (енгл. Batista) и лидер и оснивач групе Трипл Ејч. Рик Флер и Трипл Ејч изазвали су тимске шампионе Роб Ван Дам-а и Кејна али су изгубили тај меч. Група је доминирала током 2003. и 2004. године а врхунац њиховог успеха био је након такмичења "Армагедон" (енгл. Armageddon) када су сви чланови групе завршили меч са освојеном титулом. Групација је имала непријатељство са Голдбергом са којим је Трипл Ејч имао мечеве за титулу светског шампиона. У међувремену Трипл Ејч и Шон Мајклс наставили су свађу која датира још из 2002. године. Свађа се завршила након што је Трипл Ејч победио у мечу "Hell in a cell" на такмичењу "Bad Blood".
Ренди Ортон је освојио титулу светског шампиона и постао најмлађи шампион икада победивши Крис Беноа на "Самер Сламу"2004.
Распад групације почео је августа 2004. године када су Трипл Ејч, Рик Флер и Батиста претукли и избацили Ранди Ортона из групе. Трипл ејч је касније победио Ранди Ортона за титулу шампиона. У јануару 2005. Батиста је победио Ројал Рамбл меч и добио привилегију да изазове неког шампиона на ВреслМанији 21. Изабрао је Трипл Ејча и окренуо се против Еволуције тако да су у тиму остали само Трипл Ејч и Рик Флер. У октобру 2005. Трипл Ејч је након тимског меча напао Рик Флера и самим тим означио званични распад групе. Флаир је победио касније Трипл Ејча у мечу који је био одигран у металном кавезу за Интерконтиненталну титулу. Након тога, Трипл Ејч окончао је ово непријатељство победивши Рик Флер-а у "Задњи човекс стоји" мечу на "Сурвивор Сериес" такмичењу.

#### D-Generation X reunion (2006–2007)
Године 2006. Трипл Ејч је безуспешно покушавао да поново освоји ВВЕ титулу. За своје неуспехе кривио је Винс Макмана. Шон Мајклс се вратио 12. јуна на Raw и ускоро поново он и Трипл Ејч реформишу Дегенерацију Икс, претварајући Трипл Ејча у љубимца публике поново први пут од 2002. године. ДХ је поразио Спирит Скуад групацију (енгл. Spirit Squad) на Венгеанце (енгл. Vengeance) такмичењу у 5 на 2 хендикеп мечу. Они су наставили са непријатељством са Винс Макманом, Шејн Макманом и Спирит Скуад одреда. 
Током целог лета 2006 ДХ је правио нове шале и смицалице на рачун газде ВВЕ Винс Макман-а који је организовао безуспешне мечеве у намери да осрамоти и омаловажи ДХ.
Након Винс Макмана и Спирит Скуад одреда ДХ је почео свађу са групом "Ратед РКО" (енгл. Rated RKO) где су били Еџ (енгл. Edge) и Ренди Ортон. Ратед РКО је поразио ДХ на такмичењу "Cyber Sunday" док је ДХ добио своју освету на "Сурвивор Сериес".
У јануару 2007. године, Трипл Ејч претрпео је повреду мишића (слично оној коју је претрпео 2001. године на својој другој нози). Операција је успешно изведена 9. јануара 2007.. Трипл Ејч је у процесу рехабилитације поново одсуствовао неколико месеци.

#### WWE Champion (2007–2009)
После неколико месеци одсуства Трипл Ејч се вратио на СамерСлем 2007. где је поражен краљ Букер (енгл. King Booker). Два месеца касније, на такмичењу "Без Милости" (енгл. No Mercy) , Трипл Ејч је првобитно планирано да се суочи са Умагом. Међутим, на почетку ноћи Трипл Ејч је одлучио да изазове ВВЕ шампиона Ранди Ортона, оживљавајући његово ривалство са Ортоном које је прекинуто након његове повреде. Трипл Ејч добија меч, освојивши своју једанаесту светску титулу и шести ВВЕ шампионат, а потом одбранио титулу против Умаге у свом већ заказаном мечу након што је Винс Макман прогласио тај меч за титулу. Након тога Макман је дао Ортону реванш против Трипл Ејча исте те вечеру у главном догађају, а Трипл Ејч је изгубио након одбројавања ван ринга. Трипл Ејч је тако држао титулу само током трајања манифестације, односно само те вечери. Трипл Ејч је поново добио шансу за титулу после победе на мечу "Elimination Chamber", међутим није искористио јер је на ВреслМанији 24 изгубио у троструком мечу против Џон Сине и Ренди Ортона. Месец дана касније, на "Backlash" мечу, Трипл Ејч је поново освојио титулу у у четвороструком елиминационом мечу против Ортона, Џон Сине и Џон Брадшо Лејфилд-а. Трипл Ејч је тако остварио рекорд са највише освојених ВВЕ титула победивши рекорд Рок-а. Трипл Ејч је затим задржао титулу против Ортона на Судњем дану у "метални кавез" мечу . Ортон је претрпео повреду кључне кости током меча, а самим тим и је овај спор завршен.
Дана 23. јуна 2008. године Трипл Ејч је пребачен у СмакДоун бренд. Он је бранио титулу целог лета и био је једини шампион који је успео да задржи своју титулу на Унфоргивен првенству у "Scramble" мечу. Након тога титулу је бранио против Џеф Хардија, који је такође био у Унфоргивен мечу.
На Сурвивор Сериес такмичењу Еџ се вратио и освојио титулу победивши Трипл Ејча. У фебруару 2009. Трипл ејч је освојио СмакДоун титулу и поставио нови рекорд од осам освојених титула, који је 2011 Џон Сина оборио поставивши рекорд од девет титула.
Почетком 2009. године Трипл Ејч је поново ушао у непријатељство са Ренди Ортоном. Ренди Ортон је победио Ројал Рамбл меч и добио шансу да изазове шампиона на ВреслМанији 25. С Обзиром да је ВВЕ шампион у том тренутку био Трипл Ејч Ранди Ортон је почео да напада чланове његове породице како би испровоцирао шампиона. Трипл ејч се осветио тако што је напао групу "Наслеђе" (енгл. The Legacy) чији је Ренди Ортон био члан, и проваливши у кућу Ранди Ортона. На ВреслМанији 25, Трипл Ејч је победио Ортона и задржао титулу да би је опет изгубио током лета 2009.

#### D-Generation X reunion (2009–2010)
Током сукоба са Ранди Ортоном пре свега око ВВЕ титуле Трипл Ејч је ушао у непријатељство са члановима групе "Легаси". То су били Коди Роудс енгл. Cody Rhodes и Тед Дибијаси енгл. Ted DiBiase Jr. Из недеље у недељу Легаси је нападао Трипл Ејча тако да је овај одлучио да такође оформи групу. Еволушн је било немогуће окупити. Рик Флер се пензионисао, Ренди Ортон је био љут непријатељ Трипл Ејча, док је Батиста био повређен. Зато је остала само једна солуција, Дегенерација Икс (ДХ).
Иако је Шон Мајклс привремено напустио компанију Трипл Ејч је успео да га наговори да се боре против Легаси на такмичењу СамерСлам. 17. августа у издању емисије "Raw" Трипл Ејч и Шон Мајклс су се званично ујединили у ДХ. На СамерСламу ДХ је победио Легаси. На такмичењу "Breaking Point" ДХ је изгубио предајом
. ДХ и Легаси су имало још неколико мечева током јесени 2009 где су победници били углавном ДХ. Децембра 2009 поражени су Крис Џерико и Биг Шоу у такмичењу "TLC" (скраћено од "Tables ladders and chairs" у буквалном преводу "Столови мердевине и столице" где је у зависности од врсте меча дозвољено користити ове предмете). Том победом ДХ су по први пут у историју постали тимски шампони.
Распад ДХ групе почео је у јануару 2010. где је дошло до несугласица између чланова, тако да су притом титулу изгубили од Биг Шоа и Миза. Шон Мајклс је хтео реванш са Андертекером на ВреслМанији. Реванш је добио под условом да ако изгуби његова каријера је готова што се и десило . У међувремену Трипл Ејч је имао свађу са Шејмус-ом. Трипл Ејч је победио на ВреслМанији да би га сутрадан Шејмус напао и изазвао повреду. Трипл Ејч је одсуствовао готово годину дана. Управо то је узроковало распад групе ДХ.

#### Chief Operating Officer (2011–2013)
После повреде и дуже паузе Трипл Ејч се вратио 21. фебруара 2011 и изазвао Андертејкера на меч на ВреслМанији 27 који је касније изгубио.Јула 2011 Трипл Ејч је у име извршног одбора компаније сменио дотадашњег шефа, свог таста Винс Макмана и постао оперативни директор (енгл. Chief Operating Officer - COO). То се дешавало у тренутку када је СМ Панк (енгл. CM Punk) освојио ВВЕ титулу и напустио компанију, тако да је Винс Макману изгласано неповерење. Током друге половине 2011. године Трипл Ејч је имао неколико свађа са СМ Панком што је кулминирало мечом на "Ноћи шампиона", као и са својим дугогодишњим пријатељем Кевином Нешом са којим је имао меч на ТЛЦ такмичењу након што га је Неш напао мацолом и повредио.
Трипл Ејч се вратио 30.јануара у издању емисије Рав, Андертејкер га је прекинуо и затражио реванш на ВреслМанији 28. Меч се одржао у кавезу познатији као "Пакао у ћелији" где је судија био Шон Мајклс. Трипл Ејч је изгубио и овај меч настављајући Андертејкеров низ од двадесет победа.
После меча на ВреслМанији Трипл Ејч је паузирао неколико недеља. У међувремену Брок Леснар се вратио u ВВЕ и поставио прегршт бесмислених услова како би потписао уговор са компанијом. Трипл Ејч се вратио у априлу и одбио захтеве које је поставио Леснар који га је затим напао. Трипл Ејч је претрпео прелом руке што је заправо био почетак великог непријатељства са Броком Леснаром. Трипл Ејч је изазвао Леснара на меч на СамерСлем-у где је изгубио и претрпео још један прелом. После овог меча Трипл Ејч је формално завршио каријеру опростивши се од публике међутим није донео коначну одлуку. После тога појавио се на годишњој додели награда за меч године против Андертејкера на ВреслМанији 28. Кратко ошишан, без своје дуге косе која је скоро двадесет година била његов заштитни знак изненадио је све у арени.
Трипл Ејч се поново вратио фебруара 2013 и напао Леснара а затим га изазвао на меч на ВреслМанији 29 што је Леснар и прихватио уз услов да он одабере правила и врсту меча. Брок Леснар је изабрао меч без забрањених потеза што значи да могу користити било каква средства као што су столице, челичне степенице и омиљено оружје Трипл Ејча-мацола. Меч је такође имао правило да уколико Трипл Ејч изгуби његова каријера је дефинитивно готова. То се међутим није десило јер је Трипл Ејч уз подршку свог пријатеља Шон Мајклса победио у мечу. Брок Леснар је затим изазвао Трипл Ејча на меч на следећем такмичењу. Трипл Ејч је прихватио, међутим тај меч је изгубио. То је званично био задњи меч и практично крај свађе Трипл Ејча и Брок Леснара.

#### The Authority(2013–2016)
Након ривалства са Брок Леснаром Трипл Ејч се вратио свом послу извршног директора. На СамерСламу био је судија у мечу између Џон Сине и Данијел Брајана. Након завршетка меча напао је Брајана и омогућио Ренди Ортону који је прекинуо победничко славље да уновчи свој уговор за шампионски меч и постао нови ВВЕ шампион. Трипл Ејч је након 2006. године постао поново негативац чиме је заправо почела нова ера у компанији под називом "Ауторитет". Леђа Трипл Ејча чувао је тим под називом "Штит" (енгл. The Shield) као и Кејн док је Ренди Ортон постао заштитно лице компаније. У новој ери Трипл Ејч је имао несугласице и непријатељство са Данијел Брајаном. Ово је кулминирало на ВреслМанији 30 где је Брајан победио Трипл Ејча. Након ВреслМаније група "Штит" се окренула против Ауторитета и имала је свађу са Еволуцијом. Група "Еволуција" се накратко поново окупила али након неколико пораза Батиста је напустио компанију.Његово место заузео је Сет Ролинс, бивши члан штита који је издао своје тимске колеге а касније од Ортона преузео улогу заштитног лица компаније.
У лето 2014. Џон Сина је постао нови ВВЕ шампион. То се Ауторитету није допало с обзиром да је Сина одбијао да постане њихов члан. Трипл Ејч је због тога смислио план како да шампиона збаци са трона. Тај план био је заправо Брок Леснар. Трипл Ејч је с обзиром на улогу негативца заборавио на бивше ривалство и практично помогао Леснару да постане нови ВВЕ шампион. На јесен Ауторитет је накратко смењен али се неколико дана пре Нове године вратио. У 2015 години Стинг се умешао у послове Ауторитета што је резултовало мечу на ВреслМанији 31.

#### Evolution reunion (2014)
Почетком 2014. Батиста се вратио и победио Ројал Рамбл меч, што му је гарантовало меч на ВреслМанији 30 за титулу шампиона против Ренди Ортона. Мечу је касније прикључен и Данијел Брајан. На мечу су Ортон и Батиста тимски сарађивали у покушају да спрече Брајана да победи међутим у томе нису успели тако да је Брајан постао нови шампион. Тај тимски рад узроковао је повратак и поновно окупљање групе "Еволуција" која је била популарна у периоду од 2003 до 2005 године. Овог пута то је био три с обзиром да се Рик Флер пензионисао. Група је имала непријатељство са "штитом" и неколико мечева. Међутим то је било кратког века с обзиром да је Батиста поново напустио компанију и вратио се својој глумачкој каријеру. То је узроковало поновни пад Еволуције тако да се Трипл Ејч потпуно посветио Ауторитету.
Трипл Ејч се вратио у рингу на Ројал Рамбл мечу 2016 као ненајављен 30. учесник. Победивши постао је ВВЕ светски шампион и то четрнаести пут у својој каријери.

## Пословна каријера
Године 2010, Трипл Ејч је обављао функцију извршни виши саветник, што је званично формализовано након што је добио своју канцеларију у седишту компаније ВВЕ у граду Стамфорду у Америчкој савезној држави Конектикат Пол Левек је именован за извршног потпредседника, за таленте и ливе догађаје током 2011. године.
Године 2013. је његова функција прерасла у Извршни потпредседник за таленте, Ливе и креативне догађаје где такође ради са ВВЕ управом у изради програма за ВВЕ догађаје.
Године 2013, Трипл Ејч је имао зараду од нешто више од 1,5 милиона америчких долара (САД) из његове канцеларије и као рвач. Он је такође власник нешто више од 1,5 милиона долара (САД) у ВВЕ акцијама .

## Лични живот
Оно што је почело на екрану као телевизијски трик између Трипл Ејча и Стефани Макман 2000. године прерасло је у љубав у стварном животу. Трипл Ејч и Стефани су се венчали 25. октобра 2003. године. Пар има три ћерке.. Он је претходно био у дугој вези са бившом колегиницом из компаније Чајном. Трипл Ејч такође има сестру, Лин.
Крајем 2004. године, Трипл Ејч је објавио књигу под насловом "Making the Game: Triple H's Approach to a Better Body". Углавном посвећен бодибилдинг саветима, књига садржи и неке аутобиографске информације, мемоаре, и мишљења.
Трипл Ејч је велики фан бенда Моторхед, па је добар пријатељ са певачем Лемијем.

## Филмографија
| Улоге  |                 |               |                  |              |
| Година | Српски назив    | Изворни назив | Улога            | Напомена     |
| 1998.  |                 |               |                  |              |
| 1998.  |                 |               |                  |              |
| 2001.  |                 |               | Пол Левек        |              |
| 2004.  | Блејд: Тројство |               | Џарко Гримвуд    |              |
| 2005.  |                 |               | Трипл Ејч        |              |
| 2006.  |                 |               | Рвач             |              |
| 2011.  |                 |               | Рејмонд Бредстон |              |
| 2011.  |                 |               | Арло Џејн        |              |
| 2014.  |                 |               | Пол Левек        | глас         |
| 2014.  |                 |               | Пол Левек        | Фитнес видео |